# ルート・ヘールス
ルート・ヘールス(Ruud Geels, 1948年7月28日 - 2023年11月18日）は、オランダ・ハールレム出身の元同国代表サッカー選手。現役時代のポジションはフォワード。

## 経歴
エールディヴィジ3大クラブを始めオランダやベルギーの多くのクラブで活躍し、5度のエールディヴィジ得点王を獲得した。ちなみに、アヤックスに所属していた4年間すべてで得点王となっている。オランダ代表としては20試合に出場し、11ゴールを記録。1974 FIFAワールドカップ、UEFA欧州選手権1976などにも招集された。欧州選手権の3位決定戦では、延長の末ヘールスの2点目のゴールによりユーゴスラビアを下し、オランダの3位獲得に貢献した。

## エピソード
1974 FIFAワールドカップでは背番号1を着用した。本来1番をフォワードが付けることは珍しいが、1970年代のオランダ代表では背番号を選手名のアルファベット順に登録していたためである。

## 所属クラブ
- 1964-1966  テルスター
- 1966-1970  フェイエノールト
- 1970-1972  ゴー・アヘッド・イーグルス
- 1972-1974  クラブ・ブルージュ
- 1974-1978  アヤックス
- 1978-1979  RSCアンデルレヒト
- 1979-1981  スパルタ・ロッテルダム
- 1981-1982  PSVアイントホーフェン
- 1982-1983  NACブレダ